# Мирчо Йотов
Мирчо Йотов Мирчев е български опълченец.

## Биография
Роден е в село Гложене, Тетевенско, около 1856 г. Единствен син е на Съба Генова Василева и Йото Мирчев.
Постъпва в Българското опълчение на 25 юни 1877 г. или на 5 август 1877 г., в III опълченска дружина, III рота. Участва „във военните дела и походи“ през 1877 – 1878 г., по свидетелство от командира на III дружина майор Константин Чиляев: в отбраната на Шипка (9 – 12 август), в зимното преминаване на Балкана, при превземането на укрепения лагер Шейново на 28 декември 1877 г., в сблъсъците с башибозуците при Тича на 16 януари 1878 г. и други. Майор Чиляев отбелязва, че „за мъжество и храброст има право да получи медал и други награди“.
Уволнен на 28 юни 1878 година. Награден със сребърен медал (август 1879).
Умира през 1882 г. в Гложене.